# Paul Mestrozi
Paul Mestrozi (Wenen, 26 augustus 1851 – aldaar, 23 januari 1928) was een Oostenrijks componist, militaire kapelmeester, hoboïst en librettist. Hij is een kleinzoon van de gelijknamige bekende Weense zijdefabrikant Paul Mestrozi (1771-1858). 

## Levensloop
Mestrozi studeerde aan het Konservatorium der Gesellschaft der Musikfreunde Wien in Wenen, waar hij in 1871 het diploma in het hoofdvak hobo behaalde. Vervolgens werd hij hoboïst in het orkest van Carl Michael Ziehrer en in het orkest van het Burgtheater. Daarna werd hij dirigent en componist aan het Theater in der Josefstadt in Wenen. Van 1888 tot 1892 was hij eigenaar en directeur van het Fürst-Theater in het Prater in Wenen. In 1895 was hij korte tijd dirigent van het orkest aan het theater in Hermannstadt, het huidige Sibiu in Roemenië. Vervolgens werd hij militaire kapelmeester bij het K.u.k Infanterie-Regiment nr. 81 en later bij het Infanterie-Regiment nr. 66. Daarna was hij dirigent aan het Kaiserjubiläum-Stadttheater, later: Volksoper)  en tot 1910 opnieuw dirigent en componist aan het Theater in der Josefstadt te Wenen.
Als componist is hij met zijn werken voor harmonieorkest en voor het muziektheater bekend. Zijn mars Fesch beinand was vele jaren het voornaamste stuk van de Duits(talig)e kolonie in New York. Hij is auteur van het libretto Die Liningerischen (1888) en het kluchtspel Ein g'spassiger Kerl. 

## Composities

### Werken voor harmonieorkest
- 81er Regiments-Marsch
- Fesch beinand, mars
- Frau Minne, polka mazurka
- Hintermezzo
- Mei Mariedl, mars
- Mit im Schritt, mars

### Muziektheater

#### Opera's
| Voltooid in | titel                       | aktes | première | libretto |
| ----------- | --------------------------- | ----- | -------- | -------- |
|             | Die Liebesbrunnen           |       |          |          |
|             | Das war eine köstliche Zeit |       |          |          |

#### Operette
| Voltooid in | titel                      | aktes | première | libretto |
| ----------- | -------------------------- | ----- | -------- | -------- |
|             | Der Mikado von Neu-Titipur |       |          |          |

#### Toneelmuziek
- 1878 Ein Junger Drahrer ook bekend als: Eine Gumpoldskirchnerin, muzikale farce in 3 bedrijven - libretto: Bruno Zappert
- 1885 Der Lumpenball, kluchtspel - libretto: Bernd Schier
- 1887 Beim Sacher, muzikale farce in 1 akte - libretto: Bruno Zappert
- 1888 Die sieben Todsünden der Wiener, kluchtspel - libretto: K. Gründorf
- 1890 Zwei Böhm in Amerika, kluchtspel met zang in zes taferelen - libretto: Bruno Zappert
- 1893 Die verschacherte Kale, kluchtspel
- 1902 Die gute alte Zeit[1], Weens kluchtspel met zang in 3 taferelen - libretto: Fritz Stüber en Otto Petting - première: 21 januari 1902 in het Kaiser Jubiläums-Stadttheater
- 1902 Die unheilbringende Krone, tragisch Romeins treurspel in 4 taferelen - libretto: Ferdinand Raimund
- Die Türken vor Wien, patriottisch volksstuk voor zangstem en orkest
- Moisasurs Zauberfluch, toverspel in 2 taferelen - libretto: Ferdinand Raimund

### Vocale muziek

#### Liederen
- 1901 Im Zeichen des Kreuzes, voor zangstem en orkest
- 1902 Dornröschen, couplet voor zangstem en orkest
- 1912 Die Brünnlein die da fliessen, voor zangstem en piano
- A Deutschmeister-Waselbua, voor zangstem en orkest
- Am Abend, voor zangstem en orkest
- Gebt's ma'n her i z'reiss'n, voor zangstem en citer